# Stan McKenzie
Stanley McKenzie (né le 6 octobre 1944 à Miami, Floride) est un ancien joueur américain de basket-ball de NBA. McKenzie évolua à New York University. Il fut sélectionné par les Baltimore Bullets au 11e tour de la draft 1966. Il est acquis par les Phoenix Suns lors de la draft d'expansion 1968 où il restera deux saisons. Il rejoint ensuite les Portland Trail Blazers en 1970. Il termine sa carrière aux Houston Rockets en 1974 qu'il a rejoint après avoir quitté les Blazers au cours de la saison 1972-1973.